# Huayna Picchu
Huayna Picchu lub Wayna Picchu (Keczua: Młody Szczyt) – szczyt w południowym Peru, w regionie Cuzco, w odległości 112 km od miasta Cuzco. Wznosi się 360 m nad Machu Picchu, najlepiej zachowanym miastem Inków. U stóp szczytu płynie rzeka Urubamba. Już Inkowie wybudowali szlak na Huayna Picchu oraz świątynie i tarasy na szczycie. Dziennie na szczyt może wyjść tylko 400 osób. Droga na szczyt jest stroma, miejscami eksponowana. Miejscami droga jest śliska dlatego też zainstalowano ułatwienia na szlaku. W porze deszczowej zdarza się, że szlak jest zamykany.

## Galeria

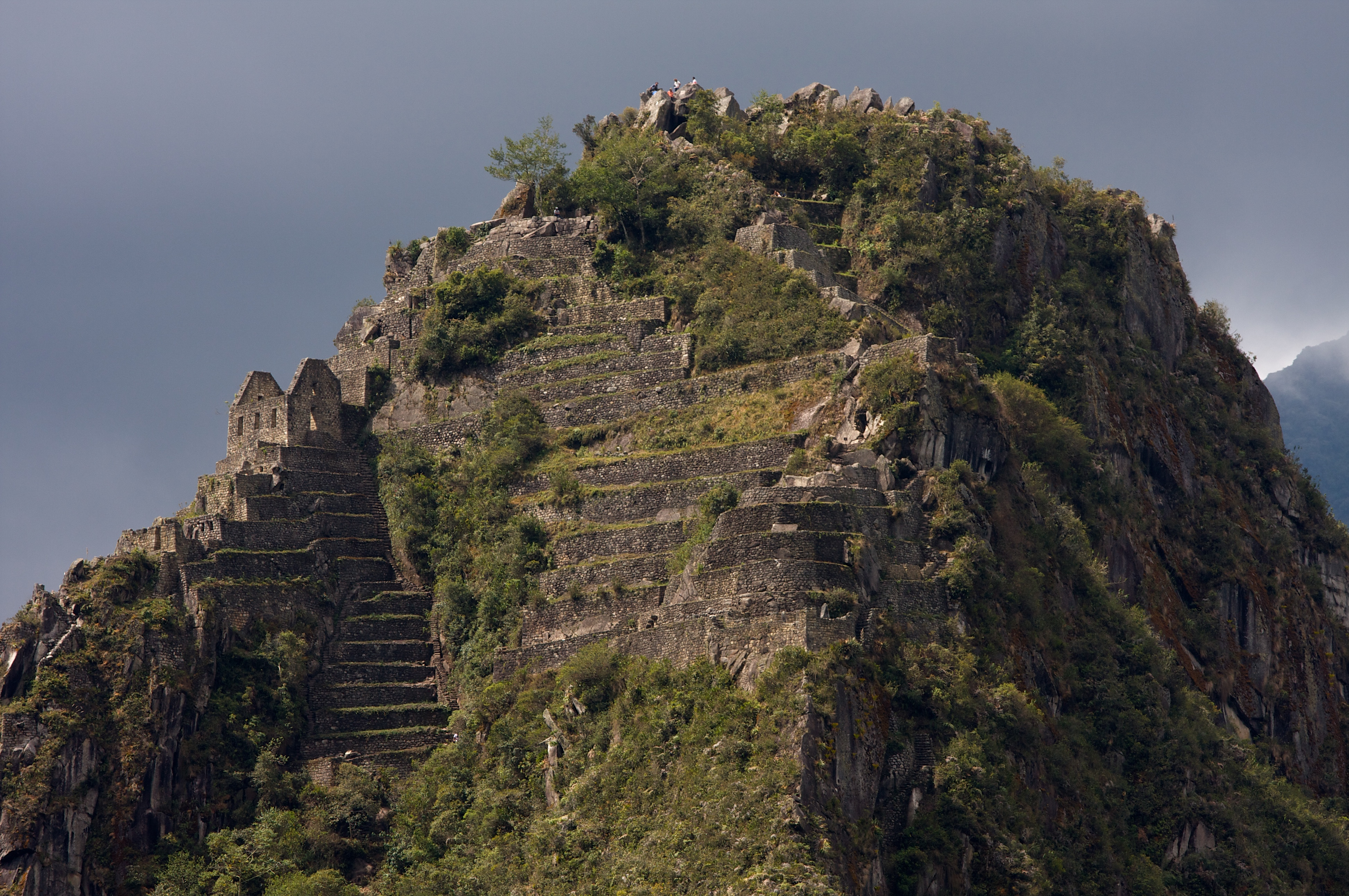
Szczyt Huayna Picchu
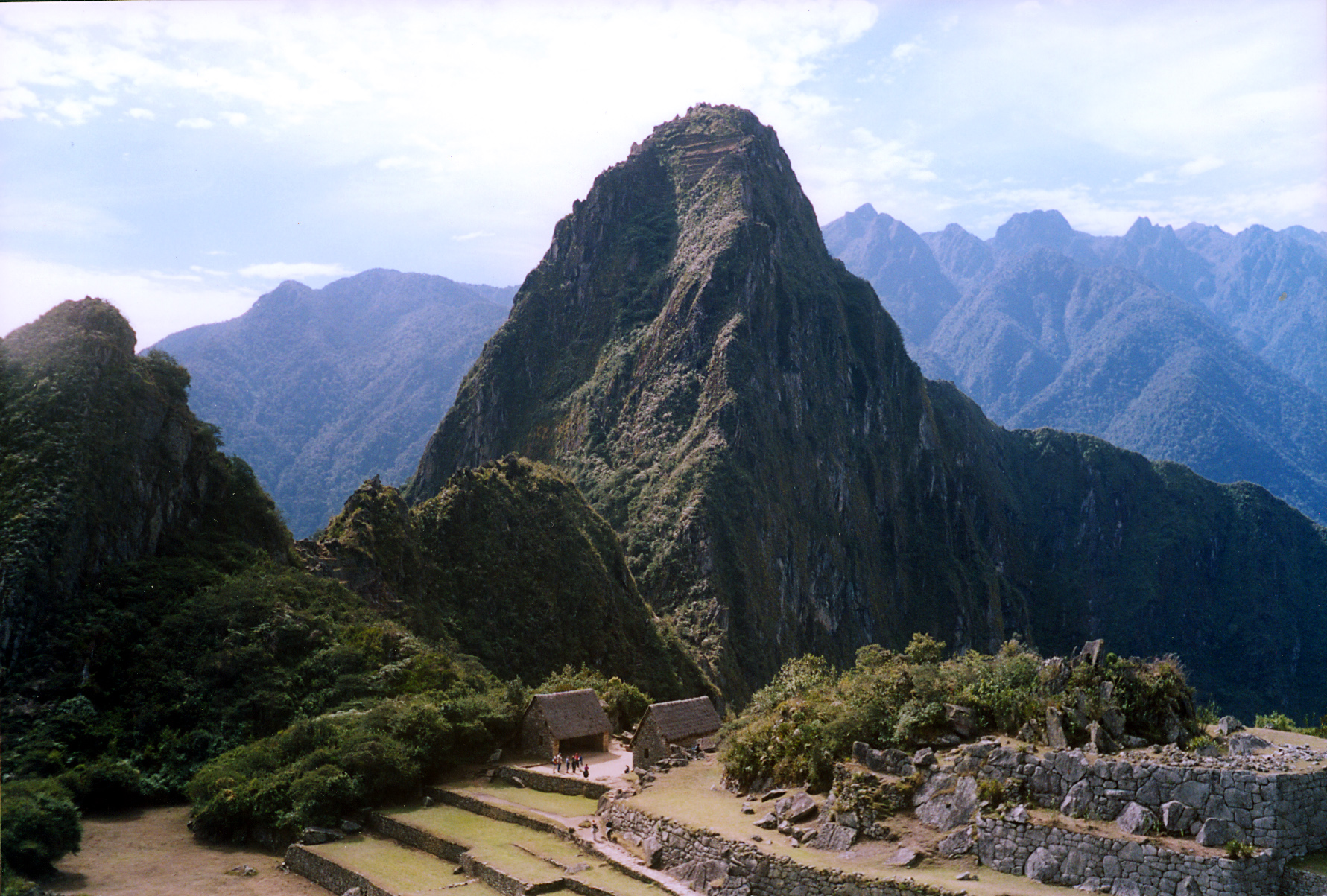
Huayna Picchu z Machu Picchu
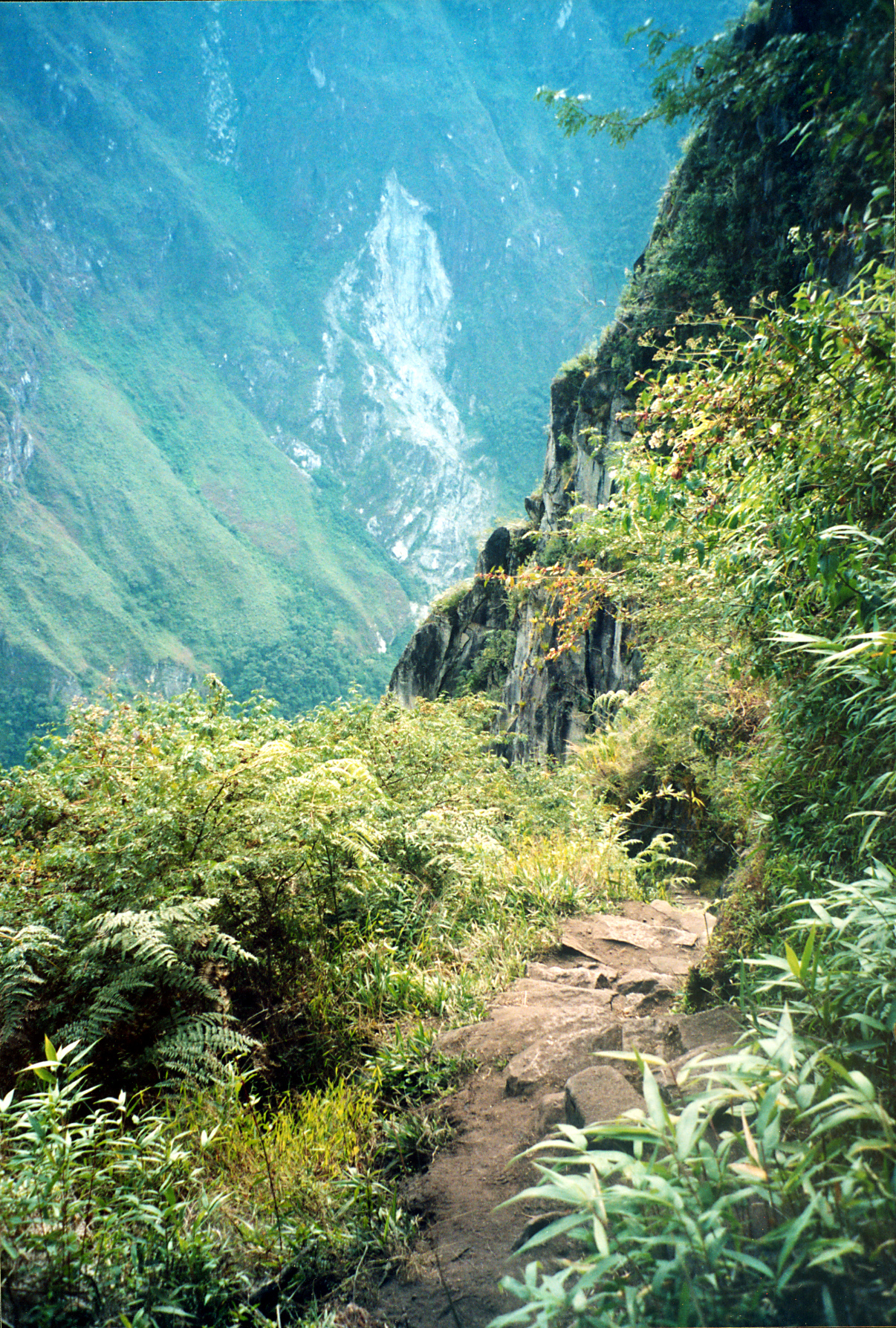
Droga na szczyt
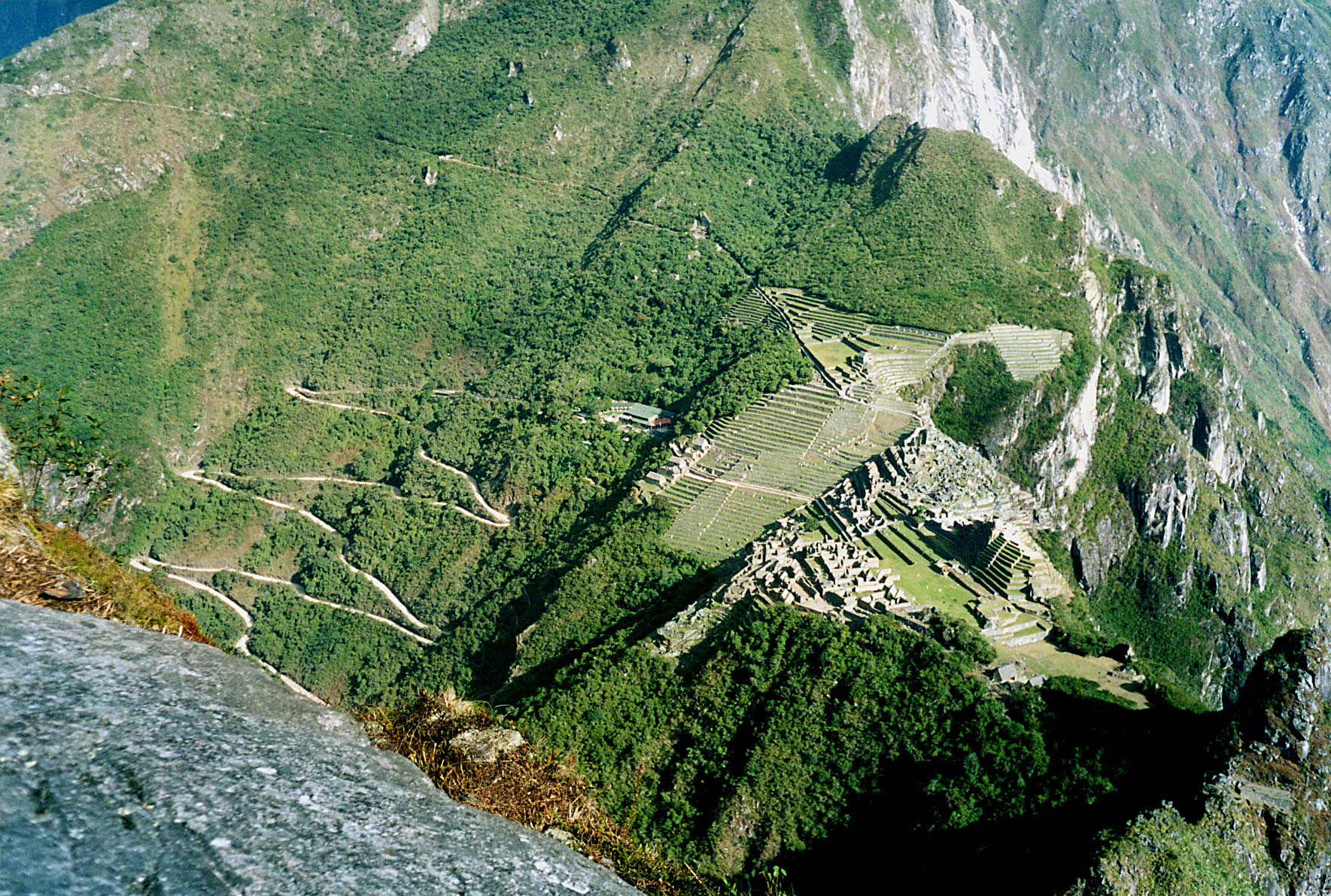
Widok ze szczytu na Machu Picchu